# Otiorrhynchus
Otiorrhynchus är ett släkte av skalbaggar. Otiorrhynchus ingår i familjen vivlar.

## Dottertaxa tillOtiorrhynchus, i alfabetisk ordning[1]
- Otiorrhynchus abagoensis
- Otiorrhynchus abchasicus
- Otiorrhynchus aberrans
- Otiorrhynchus abietinus
- Otiorrhynchus abnormicollis
- Otiorrhynchus abruzzensis
- Otiorrhynchus acatium
- Otiorrhynchus acuminatus
- Otiorrhynchus adelaidae
- Otiorrhynchus adonis
- Otiorrhynchus adriaticus
- Otiorrhynchus adscitus
- Otiorrhynchus adspersus
- Otiorrhynchus adumbratus
- Otiorrhynchus aemulus
- Otiorrhynchus aeneopunctatus
- Otiorrhynchus aerifer
- Otiorrhynchus aethiops
- Otiorrhynchus affaber
- Otiorrhynchus affinis
- Otiorrhynchus agnatus
- Otiorrhynchus akinini
- Otiorrhynchus alagoesus
- Otiorrhynchus alaianus
- Otiorrhynchus albanicus
- Otiorrhynchus albensis
- Otiorrhynchus albidus
- Otiorrhynchus albinae
- Otiorrhynchus albocoronatus
- Otiorrhynchus albohirtus
- Otiorrhynchus albomaculatus
- Otiorrhynchus alemdaghensis
- Otiorrhynchus allardi
- Otiorrhynchus alluaudi
- Otiorrhynchus alpestris
- Otiorrhynchus alpicola
- Otiorrhynchus alpigradus
- Otiorrhynchus alpinus
- Otiorrhynchus alsaticus
- Otiorrhynchus altaicus
- Otiorrhynchus alticola
- Otiorrhynchus alutaceus
- Otiorrhynchus amabilis
- Otiorrhynchus amanus
- Otiorrhynchus ambigener
- Otiorrhynchus ambiguus
- Otiorrhynchus ambrosii
- Otiorrhynchus amissus
- Otiorrhynchus amoenus
- Otiorrhynchus amplicollis
- Otiorrhynchus amplipennis
- Otiorrhynchus amplus
- Otiorrhynchus amputatus
- Otiorrhynchus analis
- Otiorrhynchus anatolicus
- Otiorrhynchus andarensis
- Otiorrhynchus angulipes
- Otiorrhynchus angustatus
- Otiorrhynchus angusticollis
- Otiorrhynchus angustifrons
- Otiorrhynchus angustior
- Otiorrhynchus angustipennis
- Otiorrhynchus annibali
- Otiorrhynchus annulipes
- Otiorrhynchus antarcticus
- Otiorrhynchus antennarius
- Otiorrhynchus antennatus
- Otiorrhynchus anthracinus
- Otiorrhynchus antistes
- Otiorrhynchus antoinei
- Otiorrhynchus apenninus
- Otiorrhynchus apfelbecki
- Otiorrhynchus apschuanus
- Otiorrhynchus apulus
- Otiorrhynchus aquilus
- Otiorrhynchus arachniformis
- Otiorrhynchus arachnoides
- Otiorrhynchus araneus
- Otiorrhynchus aratus
- Otiorrhynchus archaeus
- Otiorrhynchus arcticus
- Otiorrhynchus arctos
- Otiorrhynchus ardelaicus
- Otiorrhynchus arenarius
- Otiorrhynchus arenosus
- Otiorrhynchus areolatoides
- Otiorrhynchus areolatus
- Otiorrhynchus argentatus
- Otiorrhynchus argenteosparsus
- Otiorrhynchus argenteus
- Otiorrhynchus argentifer
- Otiorrhynchus argillosus
- Otiorrhynchus argutus
- Otiorrhynchus ariasi
- Otiorrhynchus armadillo
- Otiorrhynchus armatus
- Otiorrhynchus armeniacus
- Otiorrhynchus armicrus
- Otiorrhynchus armipes
- Otiorrhynchus arrogans
- Otiorrhynchus articulatus
- Otiorrhynchus arvernicus
- Otiorrhynchus ascendens
- Otiorrhynchus asiaticus
- Otiorrhynchus asper
- Otiorrhynchus asphaltinus
- Otiorrhynchus asplenii
- Otiorrhynchus assimilis
- Otiorrhynchus astragali
- Otiorrhynchus asturiensis
- Otiorrhynchus astutus
- Otiorrhynchus ater
- Otiorrhynchus aterrimus
- Otiorrhynchus athosiensis
- Otiorrhynchus atlasicus
- Otiorrhynchus atricolor
- Otiorrhynchus atripes
- Otiorrhynchus atroapterus
- Otiorrhynchus atronitens
- Otiorrhynchus attenuatus
- Otiorrhynchus atticus
- Otiorrhynchus aureolus
- Otiorrhynchus auricapillus
- Otiorrhynchus auricomus
- Otiorrhynchus aurifer
- Otiorrhynchus auripes
- Otiorrhynchus aurivillii
- Otiorrhynchus auroguttatus
- Otiorrhynchus auromaculatus
- Otiorrhynchus auropunctatus
- Otiorrhynchus auropupillatus
- Otiorrhynchus aurosignatus
- Otiorrhynchus aurosparsus
- Otiorrhynchus aurosquamulatus
- Otiorrhynchus aurosus
- Otiorrhynchus aurotomentosus
- Otiorrhynchus austriacus
- Otiorrhynchus axatensis
- Otiorrhynchus azaleae
- Otiorrhynchus babensis
- Otiorrhynchus bagnolii
- Otiorrhynchus balachowskyi
- Otiorrhynchus balassogloi
- Otiorrhynchus balcanicus
- Otiorrhynchus balchowskyi
- Otiorrhynchus banaticus
- Otiorrhynchus barcensis
- Otiorrhynchus bardus
- Otiorrhynchus bastarnicus
- Otiorrhynchus baudii
- Otiorrhynchus bavaricus
- Otiorrhynchus beatus
- Otiorrhynchus beauprei
- Otiorrhynchus beckeri
- Otiorrhynchus bedeli
- Otiorrhynchus beieri
- Otiorrhynchus bellicomus
- Otiorrhynchus bergamascus
- Otiorrhynchus bertarinii
- Otiorrhynchus bettinii
- Otiorrhynchus bicostatus
- Otiorrhynchus bicristatus
- Otiorrhynchus bidentatus
- Otiorrhynchus bielzi
- Otiorrhynchus bifoveolatus
- Otiorrhynchus bilekensis
- Otiorrhynchus binominatus
- Otiorrhynchus biocovensis
- Otiorrhynchus biroi
- Otiorrhynchus bischoffi
- Otiorrhynchus bischoffianus
- Otiorrhynchus bisphaericus
- Otiorrhynchus bisulcatoides
- Otiorrhynchus bisulcatus
- Otiorrhynchus bisulcus
- Otiorrhynchus blanchardi
- Otiorrhynchus blandus
- Otiorrhynchus bleusei
- Otiorrhynchus bodemeyeri
- Otiorrhynchus bohemani
- Otiorrhynchus bonvouloiri
- Otiorrhynchus borealis
- Otiorrhynchus borshii
- Otiorrhynchus bosdaghensis
- Otiorrhynchus bosnarum
- Otiorrhynchus bosnicus
- Otiorrhynchus bosphoranus
- Otiorrhynchus brachialis
- Otiorrhynchus brachyderoides
- Otiorrhynchus brachypterus
- Otiorrhynchus brachyscelis
- Otiorrhynchus brancsiki
- Otiorrhynchus brandisi
- Otiorrhynchus brattiensis
- Otiorrhynchus brauneri
- Otiorrhynchus breiti
- Otiorrhynchus brenskei
- Otiorrhynchus breviclavatus
- Otiorrhynchus brevicollis
- Otiorrhynchus brevicornis
- Otiorrhynchus brevinasus
- Otiorrhynchus brevipennis
- Otiorrhynchus brevipes
- Otiorrhynchus brevipilis
- Otiorrhynchus brevitarsis
- Otiorrhynchus breviusculus
- Otiorrhynchus brisouti
- Otiorrhynchus brucki
- Otiorrhynchus bructeri
- Otiorrhynchus brunneus
- Otiorrhynchus brusinae
- Otiorrhynchus brutius
- Otiorrhynchus bugnioni
- Otiorrhynchus bulbaricus
- Otiorrhynchus bulgaricus
- Otiorrhynchus bureschi
- Otiorrhynchus cadoricus
- Otiorrhynchus caesareus
- Otiorrhynchus caesipes
- Otiorrhynchus calabrensis
- Otiorrhynchus calabrus
- Otiorrhynchus calcaratus
- Otiorrhynchus callicnemis
- Otiorrhynchus calvus
- Otiorrhynchus cancasanus
- Otiorrhynchus cancellatus
- Otiorrhynchus cantabricus
- Otiorrhynchus capellae
- Otiorrhynchus capreae
- Otiorrhynchus capricornis
- Otiorrhynchus capricornius
- Otiorrhynchus carbonarius
- Otiorrhynchus carbonicolor
- Otiorrhynchus carceli
- Otiorrhynchus carceliformis
- Otiorrhynchus carcelioides
- Otiorrhynchus cardiniger
- Otiorrhynchus cardinigeroides
- Otiorrhynchus carinatostriatus
- Otiorrhynchus carinatus
- Otiorrhynchus carinthiacus
- Otiorrhynchus carinulatus
- Otiorrhynchus carmagnolae
- Otiorrhynchus carniolicus
- Otiorrhynchus caroli
- Otiorrhynchus carpathicus
- Otiorrhynchus carpathorum
- Otiorrhynchus castaneipes
- Otiorrhynchus catenulatus
- Otiorrhynchus catharvensis
- Otiorrhynchus cattarvensis
- Otiorrhynchus caucasicus
- Otiorrhynchus caudatus
- Otiorrhynchus caunicus
- Otiorrhynchus cephalonicus
- Otiorrhynchus ceps
- Otiorrhynchus cerdanensis
- Otiorrhynchus cerigensis
- Otiorrhynchus cetinjensis
- Otiorrhynchus chalceus
- Otiorrhynchus chalciditanus
- Otiorrhynchus championi
- Otiorrhynchus chaudoiri
- Otiorrhynchus chesgicus
- Otiorrhynchus chevrolati
- Otiorrhynchus chionophilus
- Otiorrhynchus chlorophanus
- Otiorrhynchus chobauti
- Otiorrhynchus christophi
- Otiorrhynchus chrysocomus
- Otiorrhynchus chrysomus
- Otiorrhynchus chrysops
- Otiorrhynchus chrysopterus
- Otiorrhynchus chrysostictus
- Otiorrhynchus chrysotrichus
- Otiorrhynchus cinerascens
- Otiorrhynchus cinereus
- Otiorrhynchus cinifer
- Otiorrhynchus circassicus
- Otiorrhynchus cirrhocnemis
- Otiorrhynchus cirricollis
- Otiorrhynchus cirrogaster
- Otiorrhynchus cirrorrhynchoides
- Otiorrhynchus civis
- Otiorrhynchus clairi
- Otiorrhynchus clathratus
- Otiorrhynchus clavalis
- Otiorrhynchus claviger
- Otiorrhynchus clavipes
- Otiorrhynchus clemens
- Otiorrhynchus coarctatus
- Otiorrhynchus coarcticornis
- Otiorrhynchus cobosi
- Otiorrhynchus coecus
- Otiorrhynchus coenobita
- Otiorrhynchus collaris
- Otiorrhynchus collectivus
- Otiorrhynchus collinus
- Otiorrhynchus comes
- Otiorrhynchus comosellus
- Otiorrhynchus comparabilis
- Otiorrhynchus complanatus
- Otiorrhynchus compressus
- Otiorrhynchus concavirostris
- Otiorrhynchus concinnus
- Otiorrhynchus concors
- Otiorrhynchus confinis
- Otiorrhynchus confluens
- Otiorrhynchus confusus
- Otiorrhynchus coniceps
- Otiorrhynchus conicirostris
- Otiorrhynchus conjungens
- Otiorrhynchus conradti
- Otiorrhynchus conrhynchus
- Otiorrhynchus consentaneus
- Otiorrhynchus consobrinus
- Otiorrhynchus conspersus
- Otiorrhynchus conspurcatus
- Otiorrhynchus constricticollis
- Otiorrhynchus contractus
- Otiorrhynchus convexicollis
- Otiorrhynchus convexiusculus
- Otiorrhynchus coptocnemis
- Otiorrhynchus corallipes
- Otiorrhynchus coriaceus
- Otiorrhynchus coriarioides
- Otiorrhynchus coriarius
- Otiorrhynchus corneolus
- Otiorrhynchus cornicinus
- Otiorrhynchus corniculatus
- Otiorrhynchus cornirostris
- Otiorrhynchus cornutus
- Otiorrhynchus corruptor
- Otiorrhynchus corsicus
- Otiorrhynchus corticalis
- Otiorrhynchus corvinus
- Otiorrhynchus corvulus
- Otiorrhynchus corvus
- Otiorrhynchus coryli
- Otiorrhynchus cosmopterus
- Otiorrhynchus costatus
- Otiorrhynchus costipennis
- Otiorrhynchus costulatus
- Otiorrhynchus coyei
- Otiorrhynchus crassiceps
- Otiorrhynchus crassicollis
- Otiorrhynchus crassicornis
- Otiorrhynchus crassipes
- Otiorrhynchus crataegi
- Otiorrhynchus cratoscelis
- Otiorrhynchus cremieri
- Otiorrhynchus crepsensis
- Otiorrhynchus creticus
- Otiorrhynchus cribellarius
- Otiorrhynchus cribratostriatus
- Otiorrhynchus cribricollis
- Otiorrhynchus cribripennis
- Otiorrhynchus cribrirostris
- Otiorrhynchus cribrosicollis
- Otiorrhynchus cribrosus
- Otiorrhynchus crinipes
- Otiorrhynchus crinitarsus
- Otiorrhynchus crinitellus
- Otiorrhynchus crispus
- Otiorrhynchus crissolensis
- Otiorrhynchus crivoscianus
- Otiorrhynchus croaticus
- Otiorrhynchus crucirostris
- Otiorrhynchus cruralis
- Otiorrhynchus crypricola
- Otiorrhynchus cukalensis
- Otiorrhynchus culmacensis
- Otiorrhynchus cuneiformis
- Otiorrhynchus cuprens
- Otiorrhynchus cupreosparsus
- Otiorrhynchus cuprifer
- Otiorrhynchus curvimanus
- Otiorrhynchus curvipes
- Otiorrhynchus curviscelis
- Otiorrhynchus cylindricus
- Otiorrhynchus cymophanus
- Otiorrhynchus dacicus
- Otiorrhynchus dajtitensis
- Otiorrhynchus dalmatinus
- Otiorrhynchus danieli
- Otiorrhynchus darius
- Otiorrhynchus dauricus
- Otiorrhynchus davricus
- Otiorrhynchus debilicornis
- Otiorrhynchus decipiens
- Otiorrhynchus decoratus
- Otiorrhynchus decorus
- Otiorrhynchus decussatus
- Otiorrhynchus deformis
- Otiorrhynchus dejeani
- Otiorrhynchus delatus
- Otiorrhynchus deleticollis
- Otiorrhynchus delicatulus
- Otiorrhynchus demirkapensis
- Otiorrhynchus demotus
- Otiorrhynchus denigrator
- Otiorrhynchus densatus
- Otiorrhynchus densesquamosa
- Otiorrhynchus densicollis
- Otiorrhynchus dentipes
- Otiorrhynchus dentitibia
- Otiorrhynchus depilis
- Otiorrhynchus depressior
- Otiorrhynchus depressipennis
- Otiorrhynchus depressus
- Otiorrhynchus depubes
- Otiorrhynchus desbrochersi
- Otiorrhynchus desertus
- Otiorrhynchus deubeli
- Otiorrhynchus deustus
- Otiorrhynchus diabolicus
- Otiorrhynchus diecki
- Otiorrhynchus dieckianus
- Otiorrhynchus dieckidius
- Otiorrhynchus dieneri
- Otiorrhynchus difficilis
- Otiorrhynchus dilatipes
- Otiorrhynchus dillwyni
- Otiorrhynchus dimorphus
- Otiorrhynchus dinaricus
- Otiorrhynchus diotus
- Otiorrhynchus discretus
- Otiorrhynchus dispar
- Otiorrhynchus dissimilis
- Otiorrhynchus distincticornis
- Otiorrhynchus diversesculptus
- Otiorrhynchus dives
- Otiorrhynchus dobrudschae
- Otiorrhynchus dolabratus
- Otiorrhynchus dolichocephalus
- Otiorrhynchus dolomitae
- Otiorrhynchus donabilis
- Otiorrhynchus dorotkanus
- Otiorrhynchus dorymeroides
- Otiorrhynchus dryadis
- Otiorrhynchus dubiosus
- Otiorrhynchus dubitabilis
- Otiorrhynchus duinensis
- Otiorrhynchus dukatiensis
- Otiorrhynchus dulcis
- Otiorrhynchus duplopilosus
- Otiorrhynchus duricornis
- Otiorrhynchus durus
- Otiorrhynchus dyris
- Otiorrhynchus dzieduszyckii
- Otiorrhynchus ebeninus
- Otiorrhynchus ecchelii
- Otiorrhynchus echidna
- Otiorrhynchus echinatoides
- Otiorrhynchus echinatus
- Otiorrhynchus edelenginus
- Otiorrhynchus edentatus
- Otiorrhynchus edithae
- Otiorrhynchus edoughensis
- Otiorrhynchus eduardi
- Otiorrhynchus egregius
- Otiorrhynchus ehlersi
- Otiorrhynchus elaboratus
- Otiorrhynchus elatior
- Otiorrhynchus elegans
- Otiorrhynchus elegantulus
- Otiorrhynchus elongatus
- Otiorrhynchus emgei
- Otiorrhynchus emiliae
- Otiorrhynchus endroedii
- Otiorrhynchus ephialtes
- Otiorrhynchus epiroticus
- Otiorrhynchus eppelsheimi
- Otiorrhynchus eques
- Otiorrhynchus equestris
- Otiorrhynchus eremicola
- Otiorrhynchus erinaceus
- Otiorrhynchus erivanensis
- Otiorrhynchus erroneus
- Otiorrhynchus erythropus
- Otiorrhynchus esau
- Otiorrhynchus escherichi
- Otiorrhynchus estrellaiensis
- Otiorrhynchus etropolensis
- Otiorrhynchus euboicus
- Otiorrhynchus eugeni
- Otiorrhynchus eugibinus
- Otiorrhynchus europaeus
- Otiorrhynchus eusomoides
- Otiorrhynchus euxinus
- Otiorrhynchus evanescens
- Otiorrhynchus evertsi
- Otiorrhynchus excellens
- Otiorrhynchus excelsior
- Otiorrhynchus excursor
- Otiorrhynchus exiguus
- Otiorrhynchus exilis
- Otiorrhynchus expansus
- Otiorrhynchus fabricii
- Otiorrhynchus fabrilis
- Otiorrhynchus fagi
- Otiorrhynchus falcozi
- Otiorrhynchus faldermanni
- Otiorrhynchus fallax
- Otiorrhynchus falsarius
- Otiorrhynchus falsus
- Otiorrhynchus farinosus
- Otiorrhynchus fausti
- Otiorrhynchus felicitanae
- Otiorrhynchus felis
- Otiorrhynchus femoralis
- Otiorrhynchus ferdinandi
- Otiorrhynchus ferrarii
- Otiorrhynchus festivus
- Otiorrhynchus fischtensis
- Otiorrhynchus flavimanus
- Otiorrhynchus flavoguttatus
- Otiorrhynchus flavopilosus
- Otiorrhynchus flecki
- Otiorrhynchus fleischeri
- Otiorrhynchus florentinus
- Otiorrhynchus fontanensis
- Otiorrhynchus foraminosus
- Otiorrhynchus formaneki
- Otiorrhynchus formicarius
- Otiorrhynchus forticornis
- Otiorrhynchus fortis
- Otiorrhynchus fortispinus
- Otiorrhynchus fossor
- Otiorrhynchus foveicollis
- Otiorrhynchus foveolatostriatus
- Otiorrhynchus francolinus
- Otiorrhynchus frater
- Otiorrhynchus fraterculus
- Otiorrhynchus fraternus
- Otiorrhynchus fraxini
- Otiorrhynchus frescati
- Otiorrhynchus freyi
- Otiorrhynchus frigidus
- Otiorrhynchus frisius
- Otiorrhynchus friulicus
- Otiorrhynchus frivaldszkyi
- Otiorrhynchus fulliformis
- Otiorrhynchus fullo
- Otiorrhynchus fulvicomus
- Otiorrhynchus fulvipes
- Otiorrhynchus fulvus
- Otiorrhynchus funebris
- Otiorrhynchus funicularis
- Otiorrhynchus furinus
- Otiorrhynchus furiosus
- Otiorrhynchus fuscatus
- Otiorrhynchus fuscipes
- Otiorrhynchus fusciventris
- Otiorrhynchus fussi
- Otiorrhynchus fussianus
- Otiorrhynchus gallicanus
- Otiorrhynchus gallicus
- Otiorrhynchus galteri
- Otiorrhynchus ganglbaueri
- Otiorrhynchus garibaldinus
- Otiorrhynchus gastonis
- Otiorrhynchus gautardi
- Otiorrhynchus gazella
- Otiorrhynchus gemellatus
- Otiorrhynchus gemmatus
- Otiorrhynchus geniculatus
- Otiorrhynchus georgii
- Otiorrhynchus germari
- Otiorrhynchus gertrudae
- Otiorrhynchus getschmanni
- Otiorrhynchus ghestleri
- Otiorrhynchus ghilianii
- Otiorrhynchus gibbicollis
- Otiorrhynchus giraffa
- Otiorrhynchus glabellus
- Otiorrhynchus glabratus
- Otiorrhynchus glabricollis
- Otiorrhynchus glacialis
- Otiorrhynchus globatus
- Otiorrhynchus globicollis
- Otiorrhynchus globipes
- Otiorrhynchus globithorax
- Otiorrhynchus globulipennis
- Otiorrhynchus globulus
- Otiorrhynchus globus
- Otiorrhynchus gobanzi
- Otiorrhynchus godeti
- Otiorrhynchus goerzensis
- Otiorrhynchus goetzi
- Otiorrhynchus goryi
- Otiorrhynchus gossypiipes
- Otiorrhynchus gracilicornis
- Otiorrhynchus gracilipes
- Otiorrhynchus gracilis
- Otiorrhynchus graecoinsularis
- Otiorrhynchus graecus
- Otiorrhynchus grajus
- Otiorrhynchus granatus
- Otiorrhynchus grandicollis
- Otiorrhynchus grandifrons
- Otiorrhynchus grandii
- Otiorrhynchus grandineus
- Otiorrhynchus granicollis
- Otiorrhynchus graniger
- Otiorrhynchus granithorax
- Otiorrhynchus graniventris
- Otiorrhynchus granulatissimus
- Otiorrhynchus granulatopunctatus
- Otiorrhynchus granulatostriatus
- Otiorrhynchus granulatus
- Otiorrhynchus granuliger
- Otiorrhynchus granulipennis
- Otiorrhynchus granulosus
- Otiorrhynchus gravidus
- Otiorrhynchus gredleri
- Otiorrhynchus griseolus
- Otiorrhynchus griseopunctatus
- Otiorrhynchus grisescens
- Otiorrhynchus griseus
- Otiorrhynchus grouvellei
- Otiorrhynchus guillebeaui
- Otiorrhynchus guttatus
- Otiorrhynchus guttula
- Otiorrhynchus gylippus
- Otiorrhynchus gymnopterus
- Otiorrhynchus gyraticollis
- Otiorrhynchus gyrosicollis
- Otiorrhynchus göbli
- Otiorrhynchus hackeri
- Otiorrhynchus hadrocerus
- Otiorrhynchus haedillus
- Otiorrhynchus haematopus
- Otiorrhynchus halbherri
- Otiorrhynchus hampei
- Otiorrhynchus haplolophus
- Otiorrhynchus hastilis
- Otiorrhynchus havelkae
- Otiorrhynchus hebes
- Otiorrhynchus hebraeus
- Otiorrhynchus hecarti
- Otiorrhynchus heeri
- Otiorrhynchus heinzlii
- Otiorrhynchus helenae
- Otiorrhynchus hellenicus
- Otiorrhynchus hellerianus
- Otiorrhynchus helveticus
- Otiorrhynchus henoni
- Otiorrhynchus henschi
- Otiorrhynchus herbiphagus
- Otiorrhynchus herzegovinensis
- Otiorrhynchus heteromorphus
- Otiorrhynchus heterostictus
- Otiorrhynchus heydeni
- Otiorrhynchus heyeni
- Otiorrhynchus hickeri
- Otiorrhynchus hilfi
- Otiorrhynchus hipponensis
- Otiorrhynchus hirsutus
- Otiorrhynchus hirticornis
- Otiorrhynchus hispanicus
- Otiorrhynchus hispida
- Otiorrhynchus hispidulus
- Otiorrhynchus hispidus
- Otiorrhynchus histrio
- Otiorrhynchus histrioides
- Otiorrhynchus hochhuthi
- Otiorrhynchus holdhausi
- Otiorrhynchus hopffgarteni
- Otiorrhynchus hopfgarteni
- Otiorrhynchus hormuzachii
- Otiorrhynchus horridus
- Otiorrhynchus hospes
- Otiorrhynchus hospitellensis
- Otiorrhynchus hospitus
- Otiorrhynchus hoverlanus
- Otiorrhynchus humatus
- Otiorrhynchus humilis
- Otiorrhynchus hungaricus
- Otiorrhynchus hungarus
- Otiorrhynchus hustachei
- Otiorrhynchus hypocrita
- Otiorrhynchus hypsibatus
- Otiorrhynchus hypsicola
- Otiorrhynchus hypsobius
- Otiorrhynchus hystericus
- Otiorrhynchus hystrix
- Otiorrhynchus illustris
- Otiorrhynchus illyricus
- Otiorrhynchus imitator
- Otiorrhynchus impexus
- Otiorrhynchus impoticus
- Otiorrhynchus impressiceps
- Otiorrhynchus impressicollis
- Otiorrhynchus impressipennis
- Otiorrhynchus impressiventris
- Otiorrhynchus imus
- Otiorrhynchus incertus
- Otiorrhynchus incisus
- Otiorrhynchus inclivis
- Otiorrhynchus indefinitus
- Otiorrhynchus indubitus
- Otiorrhynchus inductus
- Otiorrhynchus inermis
- Otiorrhynchus infaustus
- Otiorrhynchus infensus
- Otiorrhynchus infernalis
- Otiorrhynchus inflatoides
- Otiorrhynchus inflatus
- Otiorrhynchus inhabilis
- Otiorrhynchus innocuus
- Otiorrhynchus insculptus
- Otiorrhynchus insubricus
- Otiorrhynchus intercallaris
- Otiorrhynchus intersetosus
- Otiorrhynchus interstitialis
- Otiorrhynchus intricatus
- Otiorrhynchus intrusicollis
- Otiorrhynchus intrusus
- Otiorrhynchus inunctus
- Otiorrhynchus iratus
- Otiorrhynchus irregularis
- Otiorrhynchus irritabilis
- Otiorrhynchus irritans
- Otiorrhynchus irroratus
- Otiorrhynchus issensis
- Otiorrhynchus istriensis
- Otiorrhynchus italicus
- Otiorrhynchus jacqueti
- Otiorrhynchus jaenensis
- Otiorrhynchus jaltensis
- Otiorrhynchus jarpachlinus
- Otiorrhynchus javeti
- Otiorrhynchus jekeli
- Otiorrhynchus joakimoffi
- Otiorrhynchus johannis
- Otiorrhynchus jovis
- Otiorrhynchus judaicus
- Otiorrhynchus judicariensis
- Otiorrhynchus jugicola
- Otiorrhynchus jugigradens
- Otiorrhynchus juglandiformis
- Otiorrhynchus juglandis
- Otiorrhynchus juldusanus
- Otiorrhynchus julicus
- Otiorrhynchus juvencus
- Otiorrhynchus juvenilis
- Otiorrhynchus kaci
- Otiorrhynchus kairuanus
- Otiorrhynchus kapaonicensis
- Otiorrhynchus karamani
- Otiorrhynchus karthelianus
- Otiorrhynchus kasachstanicus
- Otiorrhynchus kasbekianus
- Otiorrhynchus kashmirensis
- Otiorrhynchus kaszabi
- Otiorrhynchus kelecsenyii
- Otiorrhynchus khelmosanus
- Otiorrhynchus kiesenwetteri
- Otiorrhynchus kindermanni
- Otiorrhynchus kiorensis
- Otiorrhynchus kirschi
- Otiorrhynchus kocheri
- Otiorrhynchus kollari
- Otiorrhynchus konigi
- Otiorrhynchus kopaonicensis
- Otiorrhynchus koracensis
- Otiorrhynchus koritnicensis
- Otiorrhynchus koronae
- Otiorrhynchus kotulae
- Otiorrhynchus koziorowiczi
- Otiorrhynchus kraatzi
- Otiorrhynchus krattereri
- Otiorrhynchus kratteri
- Otiorrhynchus kraussi
- Otiorrhynchus kricheldorffi
- Otiorrhynchus kruperi
- Otiorrhynchus kubanensis
- Otiorrhynchus kuenburgi
- Otiorrhynchus kuennemanni
- Otiorrhynchus kulzeri
- Otiorrhynchus kummeri
- Otiorrhynchus kurdistanus
- Otiorrhynchus kuschakewitschi
- Otiorrhynchus kyllinensis
- Otiorrhynchus küsteri
- Otiorrhynchus kytherus
- Otiorrhynchus labilis
- Otiorrhynchus lacernatus
- Otiorrhynchus laconicus
- Otiorrhynchus laetificator
- Otiorrhynchus laevigatocollis
- Otiorrhynchus laevigatus
- Otiorrhynchus laevipennis
- Otiorrhynchus laeviusculus
- Otiorrhynchus lafertei
- Otiorrhynchus lagenaria
- Otiorrhynchus laminirostris
- Otiorrhynchus laniger
- Otiorrhynchus lanuginosus
- Otiorrhynchus larinoides
- Otiorrhynchus lasioscelis
- Otiorrhynchus lasius
- Otiorrhynchus lateralis
- Otiorrhynchus latialis
- Otiorrhynchus latifrons
- Otiorrhynchus latinasus
- Otiorrhynchus latipennis
- Otiorrhynchus latipunctus
- Otiorrhynchus latissimus
- Otiorrhynchus latitarsis
- Otiorrhynchus lauri
- Otiorrhynchus lavandus
- Otiorrhynchus lazarevici
- Otiorrhynchus lecerfi
- Otiorrhynchus ledereri
- Otiorrhynchus lederi
- Otiorrhynchus lefebvrei
- Otiorrhynchus leliensis
- Otiorrhynchus lenkoranus
- Otiorrhynchus leonhardi
- Otiorrhynchus lepidopterus
- Otiorrhynchus lepidus
- Otiorrhynchus lepontinus
- Otiorrhynchus lesinicus
- Otiorrhynchus lessinicus
- Otiorrhynchus lethierryi
- Otiorrhynchus levistici
- Otiorrhynchus liburnicus
- Otiorrhynchus ligneoides
- Otiorrhynchus ligneus
- Otiorrhynchus liguricus
- Otiorrhynchus ligustici
- Otiorrhynchus ligusticiformis
- Otiorrhynchus liliputanus
- Otiorrhynchus lima
- Otiorrhynchus linearis
- Otiorrhynchus linussae
- Otiorrhynchus liophloeoides
- Otiorrhynchus lithanthracius
- Otiorrhynchus livnensis
- Otiorrhynchus livonicus
- Otiorrhynchus ljumanus
- Otiorrhynchus lodosi
- Otiorrhynchus lombardus
- Otiorrhynchus lonae
- Otiorrhynchus longicollis
- Otiorrhynchus longicornis
- Otiorrhynchus longipennis
- Otiorrhynchus longipes
- Otiorrhynchus longirostris
- Otiorrhynchus longiusculus
- Otiorrhynchus longiventris
- Otiorrhynchus longulus
- Otiorrhynchus lopadusae
- Otiorrhynchus loricatus
- Otiorrhynchus lubriculus
- Otiorrhynchus lubricus
- Otiorrhynchus lucae
- Otiorrhynchus lucidulus
- Otiorrhynchus luctuosus
- Otiorrhynchus ludovici
- Otiorrhynchus ludyi
- Otiorrhynchus luganensis
- Otiorrhynchus lugdunensis
- Otiorrhynchus lugens
- Otiorrhynchus lugubris
- Otiorrhynchus luigionii
- Otiorrhynchus lumenifer
- Otiorrhynchus lumensis
- Otiorrhynchus luridus
- Otiorrhynchus luteus
- Otiorrhynchus lutosus
- Otiorrhynchus macedonicus
- Otiorrhynchus macrosculptus
- Otiorrhynchus maculiscapus
- Otiorrhynchus maculosus
- Otiorrhynchus madari
- Otiorrhynchus maderi
- Otiorrhynchus maderianus
- Otiorrhynchus magnicollis
- Otiorrhynchus majoricanus
- Otiorrhynchus malefldus
- Otiorrhynchus malissorum
- Otiorrhynchus mancinii
- Otiorrhynchus manderstjernae
- Otiorrhynchus mandibularis
- Otiorrhynchus margaritifer
- Otiorrhynchus maritimus
- Otiorrhynchus marmota
- Otiorrhynchus marquardti
- Otiorrhynchus marquardtianus
- Otiorrhynchus marseuli
- Otiorrhynchus marshalli
- Otiorrhynchus marthae
- Otiorrhynchus martinensis
- Otiorrhynchus martini
- Otiorrhynchus mastix
- Otiorrhynchus matutinus
- Otiorrhynchus mauritanicus
- Otiorrhynchus maurus
- Otiorrhynchus maxillosus
- Otiorrhynchus mazurae
- Otiorrhynchus mazurai
- Otiorrhynchus mecops
- Otiorrhynchus megareus
- Otiorrhynchus megerlei
- Otiorrhynchus mehelyi
- Otiorrhynchus melanopus
- Otiorrhynchus meledanus
- Otiorrhynchus melitanus
- Otiorrhynchus memnonius
- Otiorrhynchus mendax
- Otiorrhynchus merditanus
- Otiorrhynchus meridionalis
- Otiorrhynchus merkli
- Otiorrhynchus mesatlanticus
- Otiorrhynchus meschniggi
- Otiorrhynchus mesnili
- Otiorrhynchus messenius
- Otiorrhynchus metallescens
- Otiorrhynchus methohiensis
- Otiorrhynchus metkovicensis
- Otiorrhynchus metokianus
- Otiorrhynchus microps
- Otiorrhynchus micros
- Otiorrhynchus microscabris
- Otiorrhynchus midas
- Otiorrhynchus milleri
- Otiorrhynchus millerianus
- Otiorrhynchus minimus
- Otiorrhynchus minor
- Otiorrhynchus minutesquamosus
- Otiorrhynchus minutus
- Otiorrhynchus miramarae
- Otiorrhynchus mirei
- Otiorrhynchus misellus
- Otiorrhynchus miser
- Otiorrhynchus mocsaryi
- Otiorrhynchus modestus
- Otiorrhynchus moesiacus
- Otiorrhynchus moestificus
- Otiorrhynchus moestus
- Otiorrhynchus mokragorensis
- Otiorrhynchus moldovensis
- Otiorrhynchus molytoides
- Otiorrhynchus monedula
- Otiorrhynchus mongolicus
- Otiorrhynchus montandoni
- Otiorrhynchus montanus
- Otiorrhynchus monticola
- Otiorrhynchus montigena
- Otiorrhynchus montivagus
- Otiorrhynchus moriger
- Otiorrhynchus morio
- Otiorrhynchus morosus
- Otiorrhynchus morulus
- Otiorrhynchus mossorensis
- Otiorrhynchus mughus
- Otiorrhynchus mulhacenensis
- Otiorrhynchus mulhacensis
- Otiorrhynchus mulleri
- Otiorrhynchus mullerianus
- Otiorrhynchus multicarinatus
- Otiorrhynchus multicolor
- Otiorrhynchus multicostatus
- Otiorrhynchus multipunctatus
- Otiorrhynchus munelensis
- Otiorrhynchus muricatipennis
- Otiorrhynchus mus
- Otiorrhynchus muscorum
- Otiorrhynchus muticus
- Otiorrhynchus mutilatus
- Otiorrhynchus naso
- Otiorrhynchus nasutus
- Otiorrhynchus naudini
- Otiorrhynchus navaricus
- Otiorrhynchus neapolitanus
- Otiorrhynchus necessarius
- Otiorrhynchus necessus
- Otiorrhynchus nefandus
- Otiorrhynchus neglectus
- Otiorrhynchus negoiensis
- Otiorrhynchus nevadensis
- Otiorrhynchus nevesinjensis
- Otiorrhynchus niger
- Otiorrhynchus nigerrimus
- Otiorrhynchus nigriceps
- Otiorrhynchus nigripes
- Otiorrhynchus nigrita
- Otiorrhynchus nigrociliatus
- Otiorrhynchus nigrofemoralis
- Otiorrhynchus nitens
- Otiorrhynchus nitidicollis
- Otiorrhynchus nitidipennis
- Otiorrhynchus nitidiventris
- Otiorrhynchus nitidus
- Otiorrhynchus nivalis
- Otiorrhynchus niveopictus
- Otiorrhynchus nobilis
- Otiorrhynchus nocturnus
- Otiorrhynchus nodosus
- Otiorrhynchus noesskei
- Otiorrhynchus notatus
- Otiorrhynchus noui
- Otiorrhynchus novaki
- Otiorrhynchus novellae
- Otiorrhynchus nubilus
- Otiorrhynchus nudiformis
- Otiorrhynchus nudus
- Otiorrhynchus nunicus
- Otiorrhynchus nyctelius
- Otiorrhynchus obcoecatus
- Otiorrhynchus obductus
- Otiorrhynchus oberti
- Otiorrhynchus obesulus
- Otiorrhynchus obesus
- Otiorrhynchus obirensis
- Otiorrhynchus oblongus
- Otiorrhynchus obscurior
- Otiorrhynchus obscuripes
- Otiorrhynchus obscurus
- Otiorrhynchus obsidianus
- Otiorrhynchus obsimulatus
- Otiorrhynchus obsitus
- Otiorrhynchus obsoletus
- Otiorrhynchus obsulcatus
- Otiorrhynchus obtusidens
- Otiorrhynchus obtusoides
- Otiorrhynchus obtusus
- Otiorrhynchus occidentalis
- Otiorrhynchus ocellifer
- Otiorrhynchus ocskayi
- Otiorrhynchus oertzeni
- Otiorrhynchus oleae
- Otiorrhynchus oligolepis
- Otiorrhynchus olympicola
- Otiorrhynchus opertosus
- Otiorrhynchus opulentus
- Otiorrhynchus orbicularis
- Otiorrhynchus orientalis
- Otiorrhynchus ormayanus
- Otiorrhynchus ormayi
- Otiorrhynchus ornatus
- Otiorrhynchus orni
- Otiorrhynchus orologus
- Otiorrhynchus orsierae
- Otiorrhynchus osmanlis
- Otiorrhynchus ostrovus
- Otiorrhynchus othryades
- Otiorrhynchus ottomanus
- Otiorrhynchus ovalipennis
- Otiorrhynchus ovatulus
- Otiorrhynchus ovatus
- Otiorrhynchus ovinus
- Otiorrhynchus ovoideus
- Otiorrhynchus oxyanus
- Otiorrhynchus oxygaster
- Otiorrhynchus pabulator
- Otiorrhynchus pabulinus
- Otiorrhynchus pachycerus
- Otiorrhynchus pachydermus
- Otiorrhynchus pachyscelis
- Otiorrhynchus paganettii
- Otiorrhynchus pajarensis
- Otiorrhynchus pantherinus
- Otiorrhynchus paradoxus
- Otiorrhynchus paralleliceps
- Otiorrhynchus parameiroides
- Otiorrhynchus parcegranulatus
- Otiorrhynchus parcestriatus
- Otiorrhynchus pardoi
- Otiorrhynchus paringii
- Otiorrhynchus parnassius
- Otiorrhynchus parreyssi
- Otiorrhynchus partialis
- Otiorrhynchus partitialis
- Otiorrhynchus parvicollis
- Otiorrhynchus parvulus
- Otiorrhynchus pascuorum
- Otiorrhynchus pastoralis
- Otiorrhynchus patruelis
- Otiorrhynchus paulinoi
- Otiorrhynchus paulinus
- Otiorrhynchus pauper
- Otiorrhynchus pauperculus
- Otiorrhynchus pauxillus
- Otiorrhynchus pecoudi
- Otiorrhynchus pedemontanus
- Otiorrhynchus pedinorrhynchus
- Otiorrhynchus peirolerii
- Otiorrhynchus pelagosanus
- Otiorrhynchus pelionis
- Otiorrhynchus pelliceus
- Otiorrhynchus pellucidus
- Otiorrhynchus pentheri
- Otiorrhynchus perdix
- Otiorrhynchus perdixoides
- Otiorrhynchus perdurus
- Otiorrhynchus peregrinus
- Otiorrhynchus pereques
- Otiorrhynchus perezi
- Otiorrhynchus perforatus
- Otiorrhynchus periscelis
- Otiorrhynchus peristericus
- Otiorrhynchus perlatus
- Otiorrhynchus perlongus
- Otiorrhynchus perlucens
- Otiorrhynchus permundus
- Otiorrhynchus perniger
- Otiorrhynchus perplexus
- Otiorrhynchus pertinax
- Otiorrhynchus pertusus
- Otiorrhynchus petersi
- Otiorrhynchus petiginosus
- Otiorrhynchus petrensis
- Otiorrhynchus petzi
- Otiorrhynchus peyerimhoffi
- Otiorrhynchus peyrissaci
- Otiorrhynchus phaeostictus
- Otiorrhynchus phasma
- Otiorrhynchus phreatus
- Otiorrhynchus phrygius
- Otiorrhynchus phyllobiiformis
- Otiorrhynchus piceus
- Otiorrhynchus pici
- Otiorrhynchus picimanus
- Otiorrhynchus picipennis
- Otiorrhynchus picipes
- Otiorrhynchus pictitarsis
- Otiorrhynchus pictus
- Otiorrhynchus pierinus
- Otiorrhynchus pignoris
- Otiorrhynchus pigrans
- Otiorrhynchus pilicornis
- Otiorrhynchus pilifer
- Otiorrhynchus piliger
- Otiorrhynchus pilipes
- Otiorrhynchus piliporus
- Otiorrhynchus pilosellus
- Otiorrhynchus pilosulus
- Otiorrhynchus pilosus
- Otiorrhynchus pimeloides
- Otiorrhynchus pinastri
- Otiorrhynchus pindicus
- Otiorrhynchus pinetorum
- Otiorrhynchus pinivorus
- Otiorrhynchus piochardi
- Otiorrhynchus pipitzi
- Otiorrhynchus plagiator
- Otiorrhynchus planatus
- Otiorrhynchus planiceps
- Otiorrhynchus planicollis
- Otiorrhynchus planidorsis
- Otiorrhynchus planirostris
- Otiorrhynchus planithorax
- Otiorrhynchus plasensis
- Otiorrhynchus platysomus
- Otiorrhynchus plebejus
- Otiorrhynchus plicicollis
- Otiorrhynchus plicirostris
- Otiorrhynchus plumipes
- Otiorrhynchus podgoricensis
- Otiorrhynchus poianae
- Otiorrhynchus politus
- Otiorrhynchus polonicus
- Otiorrhynchus polycoccus
- Otiorrhynchus ponticus
- Otiorrhynchus popovi
- Otiorrhynchus populeti
- Otiorrhynchus porcatus
- Otiorrhynchus porcellus
- Otiorrhynchus poricollis
- Otiorrhynchus praecellens
- Otiorrhynchus praelongus
- Otiorrhynchus prenjus
- Otiorrhynchus preslicensis
- Otiorrhynchus pretiosus
- Otiorrhynchus primigenius
- Otiorrhynchus priscus
- Otiorrhynchus prisrensis
- Otiorrhynchus pristodon
- Otiorrhynchus procerus
- Otiorrhynchus prokletiensis
- Otiorrhynchus proletarius
- Otiorrhynchus prolixus
- Otiorrhynchus prolongatus
- Otiorrhynchus proreus
- Otiorrhynchus prostratus
- Otiorrhynchus protensus
- Otiorrhynchus provincialis
- Otiorrhynchus provocator
- Otiorrhynchus proximophthalmus
- Otiorrhynchus proximus
- Otiorrhynchus pruinosus
- Otiorrhynchus psalidiiformis
- Otiorrhynchus psegmaticus
- Otiorrhynchus pseudaffaber
- Otiorrhynchus pseudandarensis
- Otiorrhynchus pseudobosnarum
- Otiorrhynchus pseudobrachialis
- Otiorrhynchus pseudocoriaceus
- Otiorrhynchus pseudogemellatus
- Otiorrhynchus pseudogoerzensis
- Otiorrhynchus pseudolinearis
- Otiorrhynchus pseudomecops
- Otiorrhynchus pseudomias
- Otiorrhynchus pseudonothus
- Otiorrhynchus pseudonotus
- Otiorrhynchus pseudopauper
- Otiorrhynchus ptochoides
- Otiorrhynchus pubens
- Otiorrhynchus pubifer
- Otiorrhynchus pubipennis
- Otiorrhynchus pulchellus
- Otiorrhynchus pullus
- Otiorrhynchus pulverulentus
- Otiorrhynchus pulverulus
- Otiorrhynchus pulvinatus
- Otiorrhynchus punctatissimus
- Otiorrhynchus puncticollis
- Otiorrhynchus puncticornis
- Otiorrhynchus punctifrons
- Otiorrhynchus punctirostris
- Otiorrhynchus punctiscapus
- Otiorrhynchus pupillatus
- Otiorrhynchus pusillus
- Otiorrhynchus pusio
- Otiorrhynchus pustulatus
- Otiorrhynchus putoni
- Otiorrhynchus pygmaeus
- Otiorrhynchus pyrenaeus
- Otiorrhynchus quadratopunctatus
- Otiorrhynchus raddei
- Otiorrhynchus radschensis
- Otiorrhynchus radusensis
- Otiorrhynchus raffrayi
- Otiorrhynchus ragusensis
- Otiorrhynchus rambouseki
- Otiorrhynchus raucoides
- Otiorrhynchus raucus
- Otiorrhynchus ravasinii
- Otiorrhynchus raymondi
- Otiorrhynchus rebmanni
- Otiorrhynchus reclairei
- Otiorrhynchus reclarei
- Otiorrhynchus reclinatus
- Otiorrhynchus recticollis
- Otiorrhynchus refrigeratus
- Otiorrhynchus regliae
- Otiorrhynchus regularis
- Otiorrhynchus reichei
- Otiorrhynchus reiseri
- Otiorrhynchus reitteri
- Otiorrhynchus relictus
- Otiorrhynchus religiosus
- Otiorrhynchus remotegranulatus
- Otiorrhynchus repletus
- Otiorrhynchus respersus
- Otiorrhynchus reticollis
- Otiorrhynchus retifer
- Otiorrhynchus retowskii
- Otiorrhynchus reynosae
- Otiorrhynchus rhacusensis
- Otiorrhynchus rhaeticus
- Otiorrhynchus rhamni
- Otiorrhynchus rhamnivorus
- Otiorrhynchus rhaticus
- Otiorrhynchus rhilensis
- Otiorrhynchus rhilicola
- Otiorrhynchus rhincoloides
- Otiorrhynchus rhinocerulus
- Otiorrhynchus rhododendri
- Otiorrhynchus rhodopensis
- Otiorrhynchus rhodopicola
- Otiorrhynchus rhodopus
- Otiorrhynchus riessi
- Otiorrhynchus riguus
- Otiorrhynchus rivierae
- Otiorrhynchus robustus
- Otiorrhynchus rodus
- Otiorrhynchus romanus
- Otiorrhynchus ronchettii
- Otiorrhynchus ronchettinus
- Otiorrhynchus rosae
- Otiorrhynchus roscidus
- Otiorrhynchus rosenhaueri
- Otiorrhynchus rosti
- Otiorrhynchus rotroui
- Otiorrhynchus rotundatus
- Otiorrhynchus rotundicollis
- Otiorrhynchus rotundus
- Otiorrhynchus roubali
- Otiorrhynchus rubiginosus
- Otiorrhynchus rubripes
- Otiorrhynchus rucconii
- Otiorrhynchus rudis
- Otiorrhynchus ruficollis
- Otiorrhynchus rufimanus
- Otiorrhynchus rufipes
- Otiorrhynchus rufitarsis
- Otiorrhynchus rufiventris
- Otiorrhynchus rufofemoratus
- Otiorrhynchus rufomarginatus
- Otiorrhynchus rufomorio
- Otiorrhynchus rugicollis
- Otiorrhynchus rugifrons
- Otiorrhynchus rugipennis
- Otiorrhynchus rugirostris
- Otiorrhynchus rugosogranulatus
- Otiorrhynchus rugosostriatus
- Otiorrhynchus rugosus
- Otiorrhynchus rugulipennis
- Otiorrhynchus rumicis
- Otiorrhynchus ruminalis
- Otiorrhynchus russicus
- Otiorrhynchus rutilipes
- Otiorrhynchus sabulosus
- Otiorrhynchus saevus
- Otiorrhynchus sagax
- Otiorrhynchus salebrosus
- Otiorrhynchus salicicola
- Otiorrhynchus salicis
- Otiorrhynchus sanctus
- Otiorrhynchus sanguinipes
- Otiorrhynchus sarajevensis
- Otiorrhynchus saturnus
- Otiorrhynchus sayi
- Otiorrhynchus scaber
- Otiorrhynchus scaberrimus
- Otiorrhynchus scabricollis
- Otiorrhynchus scabridus
- Otiorrhynchus scabrior
- Otiorrhynchus scabripennis
- Otiorrhynchus scabripes
- Otiorrhynchus scabrosoides
- Otiorrhynchus scabrosus
- Otiorrhynchus scalptus
- Otiorrhynchus schaeferi
- Otiorrhynchus schamylianus
- Otiorrhynchus schatzmayri
- Otiorrhynchus schaubergeri
- Otiorrhynchus schaufussi
- Otiorrhynchus schaumi
- Otiorrhynchus schmidti
- Otiorrhynchus schmonli
- Otiorrhynchus schneideri
- Otiorrhynchus schoenherri
- Otiorrhynchus schuhmacheri
- Otiorrhynchus schusteri
- Otiorrhynchus schwiegeri
- Otiorrhynchus scintillus
- Otiorrhynchus scitus
- Otiorrhynchus scobinatus
- Otiorrhynchus scopolii
- Otiorrhynchus scopularis
- Otiorrhynchus scrobiculatus
- Otiorrhynchus sculptirostris
- Otiorrhynchus secretus
- Otiorrhynchus secundarius
- Otiorrhynchus seductor
- Otiorrhynchus sedulus
- Otiorrhynchus segnis
- Otiorrhynchus sellae
- Otiorrhynchus semigranulatus
- Otiorrhynchus semigranulosus
- Otiorrhynchus semiopacus
- Otiorrhynchus semitarius
- Otiorrhynchus semituberculatus
- Otiorrhynchus senex
- Otiorrhynchus sensitivus
- Otiorrhynchus septentrionis
- Otiorrhynchus sequensi
- Otiorrhynchus serbicus
- Otiorrhynchus serdicanus
- Otiorrhynchus serenus
- Otiorrhynchus seriatosetosulus
- Otiorrhynchus seriatosetulosus
- Otiorrhynchus seriehirtus
- Otiorrhynchus seriehispidus
- Otiorrhynchus seriepunctatus
- Otiorrhynchus serniensis
- Otiorrhynchus sesquidentatus
- Otiorrhynchus setidorsis
- Otiorrhynchus setifer
- Otiorrhynchus setiger
- Otiorrhynchus setosellus
- Otiorrhynchus setosus
- Otiorrhynchus setulosus
- Otiorrhynchus sexcostatus
- Otiorrhynchus shardaghensis
- Otiorrhynchus shatorensis
- Otiorrhynchus shlaeflini
- Otiorrhynchus sicardi
- Otiorrhynchus siccensis
- Otiorrhynchus siculus
- Otiorrhynchus sieversi
- Otiorrhynchus signatipennis
- Otiorrhynchus silvestris
- Otiorrhynchus similis
- Otiorrhynchus simoni
- Otiorrhynchus simplex
- Otiorrhynchus simplicatus
- Otiorrhynchus simplonicus
- Otiorrhynchus simulans
- Otiorrhynchus singularis
- Otiorrhynchus sinjanus
- Otiorrhynchus sirentensis
- Otiorrhynchus sitonoides
- Otiorrhynchus skiperiae
- Otiorrhynchus solariorum
- Otiorrhynchus solitarius
- Otiorrhynchus somjlae
- Otiorrhynchus sorbivorus
- Otiorrhynchus sordidus
- Otiorrhynchus spaethi
- Otiorrhynchus spalatrensis
- Otiorrhynchus sparsiridis
- Otiorrhynchus spartanus
- Otiorrhynchus speiseri
- Otiorrhynchus sphaerosoma
- Otiorrhynchus spinidens
- Otiorrhynchus spinifer
- Otiorrhynchus splendidus
- Otiorrhynchus spoliatus
- Otiorrhynchus spumans
- Otiorrhynchus squamatilis
- Otiorrhynchus squameus
- Otiorrhynchus squamifer
- Otiorrhynchus squamiger
- Otiorrhynchus squamiperdix
- Otiorrhynchus squamipes
- Otiorrhynchus squamosus
- Otiorrhynchus squamulatus
- Otiorrhynchus squamulifer
- Otiorrhynchus squamulipennis
- Otiorrhynchus starcki
- Otiorrhynchus steindachneri
- Otiorrhynchus stenopterus
- Otiorrhynchus stenorostris
- Otiorrhynchus stephani-magni
- Otiorrhynchus steppensis
- Otiorrhynchus stichopterus
- Otiorrhynchus stierlini
- Otiorrhynchus stierlinianus
- Otiorrhynchus stomachosus
- Otiorrhynchus strebloffi
- Otiorrhynchus striatosetosus
- Otiorrhynchus stricticollis
- Otiorrhynchus strictus
- Otiorrhynchus striginurus
- Otiorrhynchus strigirostris
- Otiorrhynchus striolaticeps
- Otiorrhynchus strix
- Otiorrhynchus strongylus
- Otiorrhynchus strumosus
- Otiorrhynchus sturanyi
- Otiorrhynchus stussineri
- Otiorrhynchus styriacus
- Otiorrhynchus stöckleini
- Otiorrhynchus subaequivestis
- Otiorrhynchus subauriculus
- Otiorrhynchus subbidentatus
- Otiorrhynchus subconstrictus
- Otiorrhynchus subcontractus
- Otiorrhynchus subcoriaceus
- Otiorrhynchus subcostatus
- Otiorrhynchus subdentatus
- Otiorrhynchus subdepressus
- Otiorrhynchus subellipticus
- Otiorrhynchus subeques
- Otiorrhynchus subfilum
- Otiorrhynchus subglaber
- Otiorrhynchus subglobosus
- Otiorrhynchus sublaevigatus
- Otiorrhynchus subligneus
- Otiorrhynchus subnudus
- Otiorrhynchus subopacus
- Otiorrhynchus subparallelus
- Otiorrhynchus subpubescens
- Otiorrhynchus subpustulatus
- Otiorrhynchus subquadratus
- Otiorrhynchus subreynosae
- Otiorrhynchus subrotundatus
- Otiorrhynchus subseriatus
- Otiorrhynchus subsetulosus
- Otiorrhynchus subsigillatus
- Otiorrhynchus subsignatus
- Otiorrhynchus subspinosus
- Otiorrhynchus subsquamulatus
- Otiorrhynchus substriatus
- Otiorrhynchus subsulcatus
- Otiorrhynchus subtomorensis
- Otiorrhynchus subtransversus
- Otiorrhynchus subuniseriatus
- Otiorrhynchus subvestitus
- Otiorrhynchus sulcatellus
- Otiorrhynchus sulcator
- Otiorrhynchus sulcatus
- Otiorrhynchus sulcibasis
- Otiorrhynchus sulcifrons
- Otiorrhynchus sulcirostris
- Otiorrhynchus sulcogemmatus
- Otiorrhynchus sulfurifer
- Otiorrhynchus sulphurifer
- Otiorrhynchus sunicensis
- Otiorrhynchus supremus
- Otiorrhynchus suramensis
- Otiorrhynchus sus
- Otiorrhynchus sutomorensis
- Otiorrhynchus swaneticus
- Otiorrhynchus syracusanus
- Otiorrhynchus szörenyensis
- Otiorrhynchus tagenioides
- Otiorrhynchus tanycerus
- Otiorrhynchus tardipes
- Otiorrhynchus tarentinus
- Otiorrhynchus tarnieri
- Otiorrhynchus tarnovensis
- Otiorrhynchus tarphideroides
- Otiorrhynchus tarphiderus
- Otiorrhynchus tatarchani
- Otiorrhynchus tatricus
- Otiorrhynchus tauricus
- Otiorrhynchus tbatanicus
- Otiorrhynchus teberdensis
- Otiorrhynchus telueticus
- Otiorrhynchus tenebricosus
- Otiorrhynchus tener
- Otiorrhynchus tenuicornis
- Otiorrhynchus tenuicostis
- Otiorrhynchus tenuimanus
- Otiorrhynchus tenuirostris
- Otiorrhynchus tenuis
- Otiorrhynchus tenuiscapus
- Otiorrhynchus teretirostris
- Otiorrhynchus terrestris
- Otiorrhynchus terrifer
- Otiorrhynchus teter
- Otiorrhynchus tetrarchus
- Otiorrhynchus teucrus
- Otiorrhynchus thalassinus
- Otiorrhynchus thaliarchus
- Otiorrhynchus theodosianus
- Otiorrhynchus thessalicus
- Otiorrhynchus thoracicus
- Otiorrhynchus thracicus
- Otiorrhynchus tiaretanus
- Otiorrhynchus tibetanus
- Otiorrhynchus ticinensis
- Otiorrhynchus tiflensis
- Otiorrhynchus tingens
- Otiorrhynchus tirolensis
- Otiorrhynchus titan
- Otiorrhynchus tolutarius
- Otiorrhynchus tomentifer
- Otiorrhynchus tomentosus
- Otiorrhynchus tomoricensis
- Otiorrhynchus torosus
- Otiorrhynchus torrnezyi
- Otiorrhynchus tournieri
- Otiorrhynchus tournierioides
- Otiorrhynchus transadriaticus
- Otiorrhynchus transpadanus
- Otiorrhynchus transparens
- Otiorrhynchus transsylvanicus
- Otiorrhynchus travnikanus
- Otiorrhynchus tricarinatus
- Otiorrhynchus trichographus
- Otiorrhynchus tridentinus
- Otiorrhynchus tristis
- Otiorrhynchus tristriatus
- Otiorrhynchus tritonis
- Otiorrhynchus troglavensis
- Otiorrhynchus trojanus
- Otiorrhynchus trophonius
- Otiorrhynchus troyeri
- Otiorrhynchus truncatellus
- Otiorrhynchus truncatus
- Otiorrhynchus tuberculatus
- Otiorrhynchus tumefactus
- Otiorrhynchus tumidicollis
- Otiorrhynchus tumidipes
- Otiorrhynchus tuniseus
- Otiorrhynchus turbator
- Otiorrhynchus turbatus
- Otiorrhynchus turca
- Otiorrhynchus turcicus
- Otiorrhynchus turgidus
- Otiorrhynchus umbilicatoides
- Otiorrhynchus umbilicatus
- Otiorrhynchus uncinatus
- Otiorrhynchus unctuosus
- Otiorrhynchus ungensis
- Otiorrhynchus unicolor
- Otiorrhynchus ursus
- Otiorrhynchus uyttenboogaarti
- Otiorrhynchus valachiae
- Otiorrhynchus valarsae
- Otiorrhynchus valdemosae
- Otiorrhynchus validicornis
- Otiorrhynchus validiscapus
- Otiorrhynchus validus
- Otiorrhynchus walloni
- Otiorrhynchus valonensis
- Otiorrhynchus valtellinus
- Otiorrhynchus valvasori
- Otiorrhynchus wankae
- Otiorrhynchus varians
- Otiorrhynchus variegatus
- Otiorrhynchus varius
- Otiorrhynchus vastator
- Otiorrhynchus vastus
- Otiorrhynchus vaucheri
- Otiorrhynchus vaulogeri
- Otiorrhynchus weberi
- Otiorrhynchus vehemens
- Otiorrhynchus weiratherianus
- Otiorrhynchus weisei
- Otiorrhynchus velebiticola
- Otiorrhynchus velebiticus
- Otiorrhynchus velezianus
- Otiorrhynchus vellicatus
- Otiorrhynchus veluchianus
- Otiorrhynchus veluchiensis
- Otiorrhynchus velutinus
- Otiorrhynchus venalis
- Otiorrhynchus ventralis
- Otiorrhynchus ventricola
- Otiorrhynchus venustus
- Otiorrhynchus vernalis
- Otiorrhynchus wernerianus
- Otiorrhynchus verrucicollis
- Otiorrhynchus verrucifer
- Otiorrhynchus verrucipes
- Otiorrhynchus versatilis
- Otiorrhynchus versipellis
- Otiorrhynchus vestitus
- Otiorrhynchus vesulianus
- Otiorrhynchus veterator
- Otiorrhynchus vexator
- Otiorrhynchus vicarius
- Otiorrhynchus vicinus
- Otiorrhynchus wiesuri
- Otiorrhynchus vilis
- Otiorrhynchus villosopunctatus
- Otiorrhynchus villosus
- Otiorrhynchus winkleri
- Otiorrhynchus winneguthi
- Otiorrhynchus virginalis
- Otiorrhynchus virgo
- Otiorrhynchus viridescens
- Otiorrhynchus viridicomus
- Otiorrhynchus viridilimbatus
- Otiorrhynchus viridisetosus
- Otiorrhynchus vitellus
- Otiorrhynchus vitis
- Otiorrhynchus vittatus
- Otiorrhynchus vlasuljensis
- Otiorrhynchus vochinensis
- Otiorrhynchus vodenensis
- Otiorrhynchus vorticosus
- Otiorrhynchus vranensis
- Otiorrhynchus vranicensis
- Otiorrhynchus vulgaris
- Otiorrhynchus vulturensis
- Otiorrhynchus xanthotrichus
- Otiorrhynchus zajcevi
- Otiorrhynchus zariedoides
- Otiorrhynchus zebei
- Otiorrhynchus zebra
- Otiorrhynchus zumpti